# To Kill a Cop
Pour plus de détails, voir Fiche technique et Distribution.
To Kill a Cop est un téléfilm américain réalisé par Gary Nelson, diffusé en 1978.

## Fiche technique
- Titre : To Kill a Cop
- Réalisateur : : Gary Nelson
- Scénario : Ernest Tidyman d'après le roman To Kill a Cop de Robert Daley
- Musique : Lee Holdridge
- Producteurs : James H. Brown, David Gerber
- Sociétés de production : Columbia Pictures Television, David Gerber Productions
- Durée : 186 minutes
- Date de diffusion 
  - États-Unis : 10 avril 1978

## Distribution
- Joe Don Baker : Earl M. Eischied
- Desi Arnaz Jr. : Martin Delahanty
- Christine Belford : Agnes Cusack
- Scott Brady : Inspecteur James Gleason
- George DiCenzo : Capitaine Cornworth
- Eddie Egan : Ed Palmer
- Alan Fudge : Ralph O'Connor
- Nathan George : Charles
- Roosevelt Grier : Albert Hoyt
- Julius Harris : Détective Baker
- Robert Hooks : Capitaine Pete Rolfe
- Eartha Kitt : Paula
- Diana Muldaur : Agnes Cusack
- Alan Oppenheimer : Capitaine Finnerty
- Milton Selzer : Myron Klopfman
- Ken Swofford : Lieutenant Fitzgerald
- David Toma : Louis
- Joyce Van Patten : Betty Eischied
- Patrick O'Neal : Commissionnaire
- Louis Gossett Jr. : Everett Walker
- Ric Mancini : Mike Cusack
- Allen Price : Richie
- Kim Delgado : Butch
- Gene Woodbury : Mark D
- Rod Colbin : Emerson
- Rosalind Miles : Ida
- Maxwell Glanville : J.J. Maxwell
- Sonny Grosso : Malfitano